# Бахрам-шах ибн Масуд
Бахрам-шах ибн Масуд (полное название — Ямин ад-Даула ва Амин ал-Милла Абу-ль-Музаффар Бахрам-Шах) (перс. بهرام‌شاه‎) (1084—1157) — султан Газневидского государства (1117—1157) . Сын газневидского султана Масуда III ибн Ибрахима и Гаухар-хатун, сестры Санджара, последнего султана Сельджукской империи. Во время всего правления начался упадок Газневидского государства.

## Биография
Родился в 1084 году в Газни, современный Афганистан. Один из сыновей газневидского султана Масуда III ибн Ибрахима (1099—1115) и Гаухар-хатун, сестры Санджара, последнего султана Сельджукской империи.
После убийства султана Ширзада Арслан-шахом в 1116 году и узурпации им трона Газневидов их брат Бахрам-шах выступил с войском из Заминдавара, чтобы заявить свои права на султанский трон. Войска Арслана и Бахрама встретились в Тигинабаде, после чего Бахрам потерпел поражение и бежал к сельджукскому двору в Хорасане. Получив поддержку от Санджара, султана великой Сельджукской империи, Бахрам-шах вернулся с сельджукской армией и разбил силы своего брата Арслан-шаха в битве при Газни. Решающая битва произошла недалеко от Газны на равнине Шахрабад, что снова привело к поражению Арслана. Арслан-шах бежал на территории Газневидов в Северной Индии. Бахрам-шах вошел в Газни в сопровождении Ахмада Санджара и был официально установлен султаном в 1117 году, но как вассал великой империи сельджуков. Бахрам-шах стал свидетелем 40-дневной оккупации и разграбления своей столицы армией сельджуков. После ухода Ахмада Санджара Арслан-шах двинулся к Газни, Бахрам-шах бежал из столицы в крепость Бамиан. По просьбе Бахрама сельджукский султан Санджар послал еще одну армию, чтобы отбить Газни. Арслан-шах бежал в Угхнанские горы, но был схвачен командующим армией Санджара и задушен по приказу Бахрам-шаха.

## Правление Бахрама
Правление Бахрам-шаха сопровождался присутствием сельджукского амиля или сборщика налогов и отправкой его старшего сына, Даулат-шаха, ко двору сельджуков в Мерве в качестве заложника. Считается, что Бахрам однажды совершил набег на Индию, напав на Сападалакшу или Восточную Раджпутану.
Столкнувшись с мятежной группировкой во главе с Мухаммадом ибн Али, Бахрам повел армию на Мултан в 1119 году. Бахрам потребовал повиновения от Мухаммада, но получил отказ. Последовавшая битва в западном Пенджабе привела к смерти Мухаммада и гибели большинства его сыновей. Бахрам-шах назначил Салара Хусейна ибн Ибрагим Алави новым губернатором в Индии.
В 1135 году Бахрам перестал платить дань сельджукскому султану Санджару. В ответ Санджар повел армию на Газни, и Бахрам, видя численность армии Санджара, бежал в Лахор. Отправив дипломатические просьбы, Бахрам был уверен в своем престоле, своем положении верного данника империи сельджуков и вернулся в Газни.
В 1143—1146 годах персидский поэт Абу-ль-Маали Насралла перевел арабский перевод индийской басни «Калила ва Димна» на персидский язык и посвятил ее Бахраму.
В попытке укрепить свою власть над Гуридами Бахрам-шах ибн Масуд пригласил своего зятя Кутб ад-Дина Мухаммада ибн Хусейна ко двору в Газни. Полагая, что Кутуб и его брат Сайф ад-Дин Сури прибыли в Газни, чтобы разведать город для будущего военного рейда, Бахрам-шах отравил Кутуба, но его брат Сайф ад-Дин Сури смог бежать. К 1148 году Сайф ад-Дин Сури вернулся с армией, одержав победу в битве при Газни, в то время как Бахрам бежал в Куррам. Собрав армию, Бахрам-шах двинулся обратно в Газни. Сайф ад-Дин Сури бежал, но армия Газневидов догнала его, и в Санг-и-Сурахе завязалась битва. Сайф ад-Дин Сури и Маджд ад-Дин Мусави были схвачены и позже распяты.
В ответ на это Ала ад-Дин Хусейн (1149—1161), младший брат Сайф ад-Дина Сури и вождь Гуридов, начал военную кампанию против Бахрам-шаха в 1150 году. Армии Газневидов и Гуридов встретились в Тигинабаде, и благодаря героическим усилиям Хармиля Сам-и Хусейна и Хармиля Сам-и Банджи армия Газневидов была разгромлена. Бахрам собрал часть своей армии у горячих источников Джуш-и АБ-и Гарм, но снова был разбит и бежал обратно в Газни. Бахрам вновь собрал оставшиеся части своей армии, прибавив к ним гарнизон города, но снова его армия en:Battle of Ghazni (1151)была разбита, а город был сожжен Гуридами. После этого поражения Бахрам-шах бежал на территорию Газневидов в Индии. Затем Газни подверглась семидневному разграблению и грабежу, в ходе которого было убито 60 000 жителей города. Все гробницы правителей Газневидов, за исключением Махмуда, Масуда и Ибрахима, были вскрыты, а останки сожжены. Из-за этих событий Ала ад-Дин Хусейн получил прозвище «Зажигательный мир» (то есть «Сжигатель мира»).
Бахрам-шах оставался в Северной Индии больше года, восстанавливая свою армию. После поражения и взятия в плен сельджукскими войсками Ала ад-Дина Хусейна в Герате Бахрам-шах вернулся в Газну и сместил гуридского наместника. Бахрам провел свои оставшиеся дни в Газне, умер в 1157 году, и ему наследовал его сын Хусрау-шах.

## Набеги на индийские княжества
Говорят, что Бахрам-шах провел в Индии две «священные войны». Историк XIII века Минхадж-и-Сирадж Джузджани утверждает, что Бахрам-шах совершил несколько экспедиций в Индию, но потерпел поражение.
Согласно Табакат-и-Насири Джузджани и Тарих-и-Фириште Феришты, Мухаммад Бахлим или Бахалим (наместник Бахрам-Шаха в Индии) захватил крепость Нагаур. После смерти Бахлима Салар Хусейн сменил его на посту губернатора Газневидских территорий в Индии. Нагаур находился под контролем царя Чахаманы Аджаяраджи (ок. 1110 — ок. 1135) по крайней мере до 1121 года, как свидетельствует Прабхавака Чарита (текст называет его Альхадана, что, по-видимому, является санскритизированной формой его псевдонима Альхана). Это говорит о том, что войска Бахрам-шаха захватили Нагаур у Аджаяраджи. Притхвираджа Виджая говорится, что Аджаяраджа победил Гарджана Матангус («мусульман газны»). Вероятно, это намек на то, что Аджаяраджа отразил набег либо Бахлима, либо Салара Хусейна. Прабандха Коша также утверждает, что Аджаяраджа победил «Сахавадину» (санскритскую форму Шахаб-уд-Дина). Это, вероятно, относится и к его отражению вторжений газневидских генералов.
Сын Аджаяраджи Арнораджа (ок. 1135 — ок. 1150) также, по-видимому, отразил несколько набегов Газневидов. Согласно его надписи прашасти в Аджмере, Арнораджа украсил Аджмер кровью Turushkas (тюркского народа) . Притхвираджа Виджая также утверждает, что Арнораджа отразил мусульманское вторжение. Согласно тексту, эти захватчики пришли через пустыню и должны были пить кровь своих лошадей в отсутствие воды. После победы над этими захватчиками Арнораджа очистил место их гибели, запустив в эксплуатацию озеро, которое отождествляется с современным Ана-Сагаром. Озеро было заполнено водой реки Чандра, отождествляемой с современной рекой Банди. Историк Х. К. Рэй предположил, что мусульманские захватчики, побежденные Арнораджей, были генералами Газневидов (Ямини) из Лахора. Однако историк Р. Б. Сингх идентифицирует захватчика как самого Бахрам-шаха. Табакат-и Насири утверждает, что Бахлим восстал против своего господина Бахрам-шаха, который двинулся в Индию, чтобы победить мятежника. Бахлим также выступил из Нагаура со своей армией, и обе армии встретились в Мултане, где Бахлим был побежден и убит. Затем султан Бахрам-шах отправился в Газну, чтобы сражаться с Гуридами. Р. Б. Сингх предполагает, что после восстания против Бахрам-шаха Бахлим попросил убежища у Чахаманов, и Арнораджа предоставил ему феод Нагаур. После победы над Бахалимом Бахрам-шах, возможно, попытался подчинить себе Арнораджу, но потерпел поражение. Мусульманские хроники, вероятно, опустили это событие, чтобы избежать записи поражения Бахрам-шаха.

## Падение империи Газневидов
По мнению немецкого востоковеда Бертольда Шпулера, предательство Бахрама, его личная трусость и дезертирство подданных непосредственно способствовали распаду государства Газневидов.